# Guai con le ragazze
Guai con le ragazze (The Trouble with Girls) è un film del 1969 diretto da Peter Tewksbury.
È un film commedia statunitense a sfondo musicale con Elvis Presley, Marlyn Mason e Nicole Jaffe. Ambientato nell'Iowa nel 1927, il film è basato sul romanzo Chautauqua di Day Keene e Dwight Vincent Babcock.

## Trama
Il manager di Chautauqua, Walter Hale, e il suo fedele direttore d'affari lottano per tenere insieme la loro troupe itinerante nella piccola città americana.

## Produzione
Il film, diretto da Peter Tewksbury su una sceneggiatura di Arnold Peyser e Lois Peyser con il soggetto di Mauri Grashin, Day Keene e Dwight V. Babcock, fu prodotto da Lester Welch per la Metro-Goldwyn-Mayer e girato nei Metro-Goldwyn-Mayer Studios a Culver City in California dal 28 ottobre al 16 dicembre 1968. I titoli di lavorazione furono The Chautauqua e The Trouble with Girls (and How to Get Into It).

## Colonna sonora
I brani del film: Almost; Clean Up Your Own Back Yard; Swing Down Sweet Chariot; Violet (Flower of NYU); Signs of the Zodiac (cantato con Marlyn Mason).
Durante le medesime session (23 ottobre 1968) venne registrata anche The Whiffenpoof Songe poi non usata nel film.
Almost trovò posto nel 1970 sulla raccolta Let's Be Friends (CAS 2408)
Clean Up Your Own Back Yard venne edito come singolo (47-9747), unico pubblicato in concomitanza con l'uscita del film; venne anche incluso sull'LP Almost in Love (CAS 2440)
Il remake di Swing Down Sweet Chariot (la versione originale era sull'LP His Hand in Mine, 1960) venne incluso nel 1983 su Elvis: A Legendary Performer Volume 4 (CLP 1-4848).
Violet (Flower of NYU) è il secondo adattamento del brano tradizionale Aura Lee (1861): il primo era Love me tender.
In alcune versioni della colonna sonora viene incluso "Doodle Doo Doo", interpretato da Linda Sue Risk; nel film la canzone viene eseguita da Anissa Jones.
Nel 1995 i brani di Elvis vennero inclusi sul CD "Live A Little, Love A Little / The Trouble With Girls / Charro / Change Of Habit" (serie Follow That Dream), comprese Violet (Flower of NYU) e Signs of the Zodiac (fino a quel momento ancora inedite), The Whiffenpoof Songe e due versioni alternative (di Clean Up Your Own Back Yard e Almost).

## Promozione
La tagline è: "Elvis crosses the country...into trouble! trouble! trouble!".

## Distribuzione
Il film fu distribuito negli Stati Uniti dal 3 settembre 1969 al cinema dalla Metro-Goldwyn-Mayer.
In Italia è uscito soltanto negli anni '80 direttamente in edizione televisiva appositamente doppiata in italiano.
Alcune delle uscite internazionali sono state:
- in Finlandia il 12 dicembre 1969 (Tytöistä on pelkkää harmia)
- in Svezia il 16 febbraio 1970 (Trassel med brudar)
- in Danimarca il 30 marzo 1970 (Ballade med piger)
- in Portogallo il 12 giugno 1970 (Lindas Encrencas as Garotas)
- in Germania Ovest il 18 agosto 1988 (Immer Ärger mit den Mädchen, in prima TV)
- in Turchia il 12 luglio 1990 (in prima TV)
- in Spagna il 16 luglio 1994 (Mis problemas con las mujeres, in prima TV)
- in Repubblica Ceca il 2 aprile 2005 (Febio Film Festival)
- in Francia (Filles et show-business)
- in Ungheria (Gond van a lányokkal)
- in Polonia (Klopoty z dziewczynami)
- in Brasile (Lindas Encrencas: As Garotas)
- in Italia (Guai con le ragazze)

## Accoglienza
Secondo il Morandini è il "terzultimo, insolito e uno dei migliori film di Presley". Si segnalano le interpretazioni di Price e Carradine.
Secondo Leonard Maltin è "uno dei migliori film di Presley" in cui spicca la "bella atmosfera del periodo" (gli anni 1920).